# Anarcopacifismo
O anarcopacifismo, também conhecido como pacifismo anarquista e anarquismo pacifista, é uma escola de pensamento anarquista que defende o uso de formas pacíficas e não violentas de resistência na luta pela mudança social. O anarcopacifismo rejeita o princípio da violência que é visto como uma forma de poder e, portanto, contraditório aos principais ideais anarquistas, como a rejeição da hierarquia e dominação. Muitos anarcopacifistas também são anarquistas cristãos, que rejeitam a guerra e o uso da violência.
Os anarcopacifistas não rejeitam o uso da ação revolucionária não violenta contra capitalismo e o estado com o propósito de estabelecer uma sociedade voluntária pacífica. As principais influências iniciais foram as filosofias de Henry David Thoreau e Leo Tolstoy, enquanto mais tarde as ideias de Mahatma Gandhi ganharam importância. Os movimentos anarcopacifistas surgiram principalmente na Holanda, Rússia, Reino Unido e Estados Unidos antes e durante a Segunda Guerra Mundial.

## História

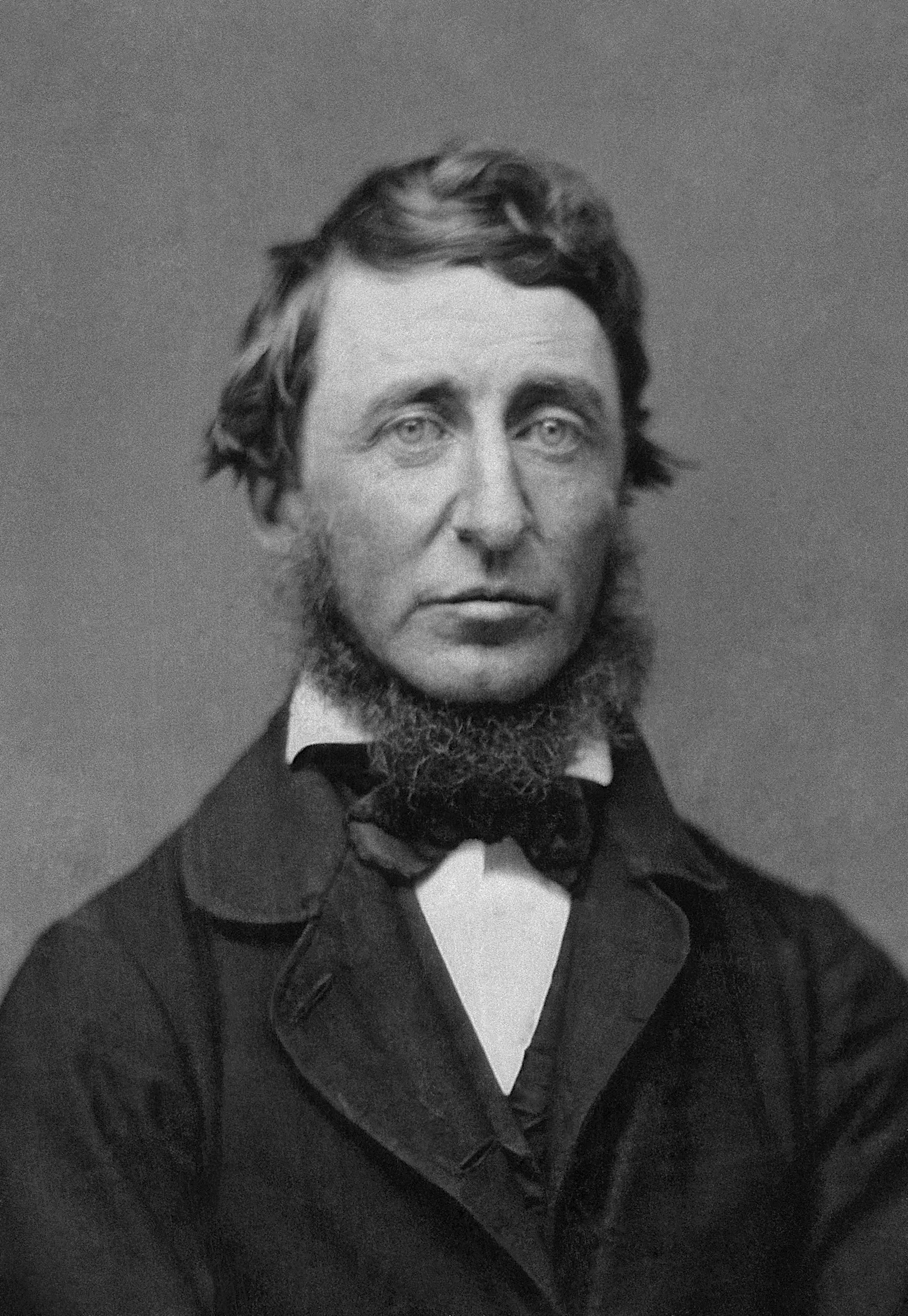
Henry David Thoreau

Henry David Thoreau (1817-1862) foi uma importante influência inicial no pensamento anarquista individualista nos Estados Unidos e na Europa. O ensaio de Thoreau " Desobediência Civil " ( Resistência ao Governo Civil ) foi apontado como uma influência por Leo Tolstoy, Martin Buber, Mahatma Gandhi e Martin Luther King Jr. devido à sua defesa da resistência não violenta. De acordo com a Peace Pledge Union of Britain, foi também o principal precedente para o anarcopacifismo. O próprio Thoreau não subscreveu o pacifismo e não rejeitou o uso da revolta armada. Ele demonstrou isso com seu apoio incondicional a John Brown e outros abolicionistas violentos, escrevendo sobre Brown que "A questão não é sobre a arma, mas o espírito com que você a usa."
Na década de 1840, o abolicionista americano e defensor da não-resistência Henry Clarke Wright e seu seguidor inglês Joseph Barker rejeitaram a ideia de governos e defenderam uma forma de anarquismo individualista pacifista.  Em algum momento o anarcopacifismo teve como principal proponente anarquismo cristão. O movimento tolstoiano na Rússia foi o primeiro movimento anarcopacifista em larga escala.

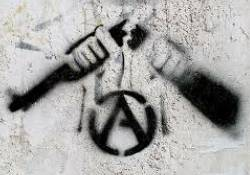
Rifle quebrado e Circle-A

A violência sempre foi controversa no anarquismo. Enquanto muitos anarquistas abraçaram a propaganda violenta da ação durante o século XIX, os anarcopacifistas se opuseram diretamente à violência como um meio de mudança. Tolstoi argumentou que o anarquismo deve ser não violento, pois é, por definição, oposição à coerção e à força, e uma vez que o estado é inerentemente violento, o pacifismo significativo também deve ser anarquista. Ferdinand Domela Nieuwenhuis também foi fundamental para estabelecer a tendência pacifista dentro do movimento anarquista. Na França, o antimilitarismo apareceu fortemente nos círculos anarquistas individualistas, como Émile Armand co-fundou a "Ligue Antimilitariste" em dezembro de 1902 com os colegas anarquistas Georges Yvetot, Henri Beylie, Paraf-Javal, Albert Libertad e Émile Janvion. A Ligue antimilitariste se tornaria a seção francesa da Association internationale antimilitariste (AIA), fundada em Amsterdã em 1904.
A filosofia de Tolstoi foi citada como uma grande inspiração por Mohandas Gandhi, um líder da independência indiana e pacifista que se identificou como anarquista. "As ideias de Gandhi foram popularizadas no Ocidente em livros como The Power of Nonviolence (1935), de Richard Gregg, e The Conquest of Violence (1937), de Bart de Ligt. O último é particularmente importante para os anarquistas, pois, como ele mesmo, de Ligt se dirigiu especificamente àqueles que desejam a revolução. "Quanto mais violência, menos revolução", declarou. Ele também ligou os princípios da não-violência de Gandhi com a ação direta não-violenta pragmática dos sindicalistas. (A Greve Geral é uma expressão de total não cooperação dos trabalhadores, embora deva ser acrescentado que a maioria dos sindicalistas acreditava que a revolução deveria ser defendida por trabalhadores armados. )" A Conquista da Violência alude a A Conquista do Pão de Kropotkin.

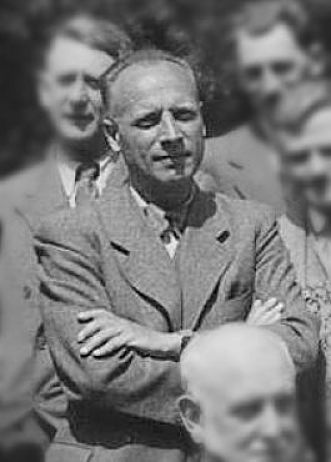
Bart de Ligt, influente escritor anarcopacifista holandês da obra teórica A Conquista da Violência

Como movimento global, o pacifismo anarquista surgiu pouco antes da Segunda Guerra Mundial na Holanda, Reino Unido e Estados Unidos e teve forte presença nas campanhas subsequentes pelo desarmamento nuclear. O escritor americano Dwight Macdonald endossou visões anarcopacifistas na década de 1940 e usou sua política de jornal para promover essas ideias. Para Andrew Cornell "Muitos jovens anarquistas deste período partiram das gerações anteriores tanto por abraçar o pacifismo quanto por dedicar mais energia à promoção da cultura de vanguarda, preparando o terreno para a Geração Beat no processo. Os editores da revista anarquista Retort, por exemplo, produziram um volume de escritos de resistências à Segunda Guerra Mundial presos em Danbury, Connecticut, enquanto publicavam regularmente poesia e prosa de escritores como Kenneth Rexroth e Norman Mailer. Dos anos 1940 aos anos 1960, então, o movimento pacifista radical nos Estados Unidos abrigou tanto social-democratas quanto anarquistas, numa época em que o próprio movimento anarquista parecia estar em suas últimas pernas." Um importante anarcopacifista era Alex Comfort, que se considerava um antimilitarista agressivo" e acreditava que o repousava "somente na teoria histórica do anarquismo". Ele era um membro ativo da CND.
Entre os trabalhos sobre anarquismo de Comfort estão Peace and Disobedience (1946), um dos muitos panfletos que ele escreveu para Peace News and the Peace Pledge Union, e Authority and Delinquency in the Modern State (1950). Ele trocou correspondência pública com George Orwell defendendo o pacifismo na carta/poema aberta "Carta a um visitante americano" sob o pseudônimo de "Obadiah Hornbrooke".
Nas décadas de 1950 e 1960, o anarcopacifismo "começou a gelificar, anarquistas obstinados adicionando à mistura sua crítica ao estado, e pacifistas de mentalidade branda sua crítica à violência". No contexto do surgimento da Nova Esquerda e do Movimento dos Direitos Civis, "vários temas, teorias, ações, todas distintamente libertárias, começaram a ganhar destaque e ganharam expressão intelectual do anarcopacifista americano Paul Goodman ".

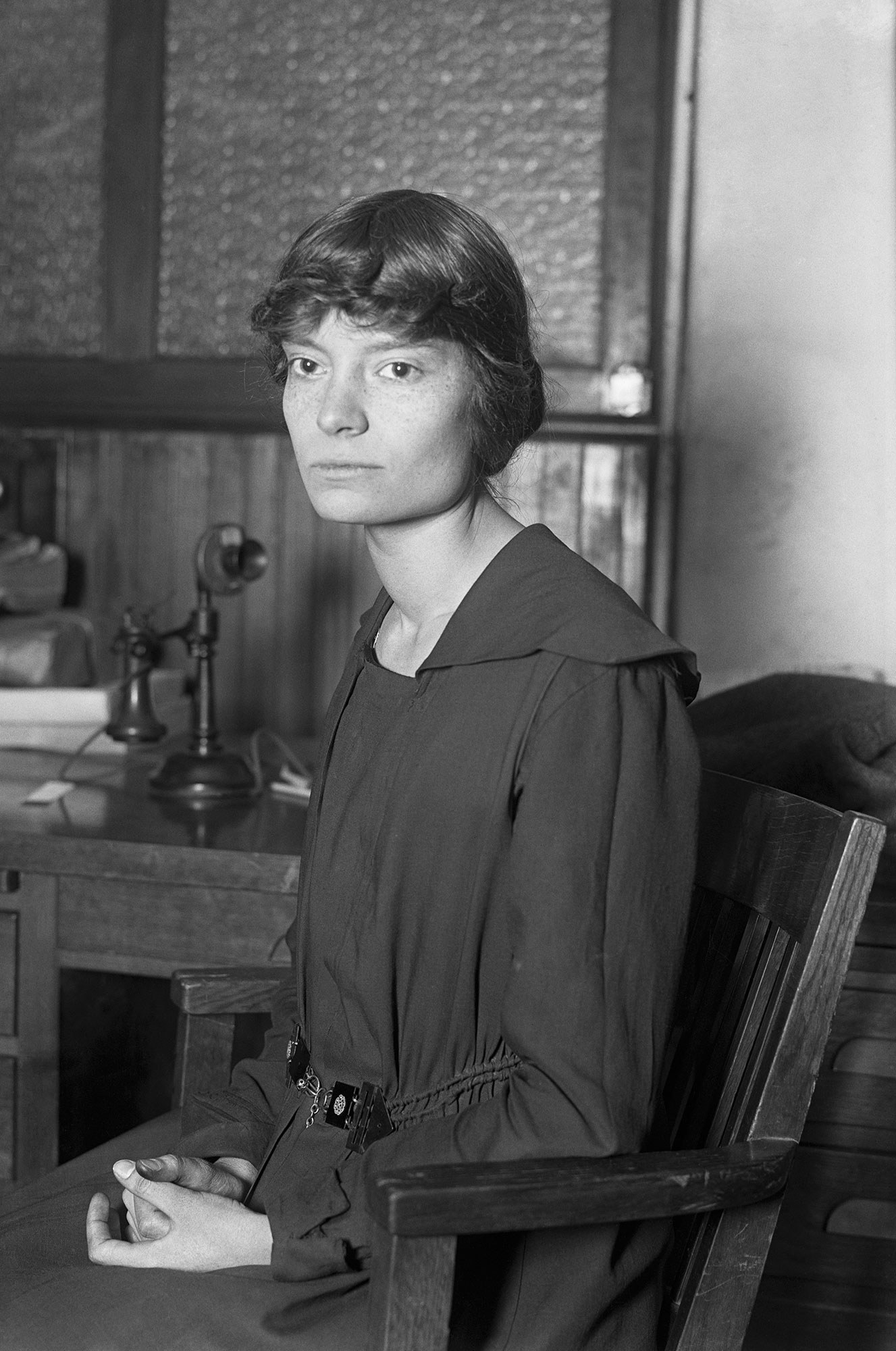
Dorothy Day, anarquista cristã americana e anarcopacifista

Outras figuras históricas anarcopacifistas notáveis incluem Ammon Hennacy, Dorothy Day e Jean-Paul Sartre, embora este último apenas por um breve período entre 1939 e 1940. Dorothy Day, (8 de novembro de 1897 - 29 de novembro de 1980) foi uma jornalista americana, ativista social e católica devota convertida; ela defendeu a teoria econômica católica do distributismo. Ela também foi considerada uma anarquista, e não hesitou em usar o termo. Na década de 1930, Day trabalhou em estreita colaboração com o colega ativista Peter Maurin para estabelecer o Movimento dos Trabalhadores Católicos, um movimento não violento e pacifista que continua a combinar ajuda direta aos pobres e sem-teto com ação direta não violenta em seu nome. A causa da canonização de Day está aberta na Igreja Católica. Amon Hennacy (24 de julho de 1893 – 14 de janeiro de 1970) foi um pacifista americano, anarquista cristão, vegetariano, ativista social, membro do Movimento dos Trabalhadores Católicos e um Wobbly. Ele estabeleceu a " Joe Hill House of Hospitality " em Salt Lake City, Utah e praticou a resistência fiscal. Charles-Auguste Bontemps foi um autor prolífico principalmente na imprensa anarquista, livre-pensadora, pacifista e naturista da época. Sua visão sobre o anarquismo foi baseada em seu conceito de "Individualismo Social", sobre o qual ele escreveu extensivamente. Ele defendia uma perspectiva anarquista que consistia em "um coletivismo das coisas e um individualismo das pessoas". Gérard de Lacaze-Duthiers foi um escritor, crítico de arte, pacifista e anarquista francês. Lacaze-Duthiers, um crítico de arte da revista Simbolista La Plume, foi influenciado por Oscar Wilde, Nietzsche e Max Stirner. Seu L'Ideal Humain de l'Art (1906) ajudou a fundar o movimento 'Artistocracia' - um movimento que defende a vida a serviço da arte. Seu ideal era um esteticismo antielitista: "Todos os homens deveriam ser artistas". Jean-René Saulière (também René Saulière) ( Bordeaux, 6 de setembro de 1911 - 2 de janeiro de 1999) foi um anarcopacifista francês, anarquista individualista e escritor e militante de pensamento livre que usava o pseudônimo de André Arru. No final dos anos 1950, ele estabelece dentro da Fédération des Libres Penseurs des Bouches du Rhône, o Grupo Francisco Ferrer e em 1959 ele se junta à Union des Pacifistes de France (União dos Pacifistas da França). De 1968 a 1982, Arru ao lado dos membros do Grupo Francisco Ferrer publica La Libre Pensée des Bouches du Rhône.

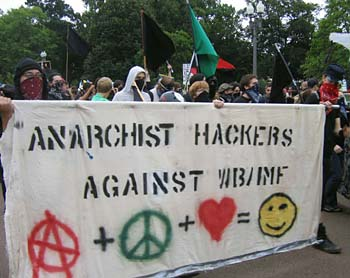
Um protesto anarquista, mostrando simbolismo anarquista e pacifista

" Movimento para uma Nova Sociedade (MNS), uma rede nacional de coletivos pacifistas radicais feministas que existiu de 1971 a 1988", às vezes é identificado como anarquista, Para Andrew Cornell, "o MNS popularizou a tomada de decisões consensuais, introduziu o método de organização do conselho porta-voz para ativistas nos Estados Unidos e foi um dos principais defensores de uma variedade de práticas - vida comunitária, desaprender comportamento opressivo, criar negócios de propriedade cooperativa - que agora são frequentemente incluídos sob a rubrica de " política prefigurativa."  O líder do MNS, George Lakey, afirmou que "os anarquistas me reivindicam, mas sempre fico um pouco surpreso quando o fazem porque gosto da social-democracia como ela foi desenvolvida em Noruega." Lakey apoiou a política eleitoral, incluindo a reeleição de Barack Obama como presidente dos Estados Unidos.

Semelhança entre os símbolos do anarquismo e da paz

## Crítica
Peter Gelderloos critica a ideia de que a não-violência é a única forma de lutar por um mundo melhor. De acordo com Gelderloos, o pacifismo como ideologia serve aos interesses do estado e está irremediavelmente preso psicologicamente ao esquema de controle do patriarcado e da supremacia branca. O influente coletivo editorial CrimethInc. observa que "violência" e "não-violência" são termos politizados que são usados de forma inconsistente no discurso, dependendo se um escritor procura ou não legitimar o ator em questão. Eles argumentam que " não é estratégico [para os anarquistas] se concentrar em deslegitimar os esforços uns dos outros, em vez de coordenar para agir juntos onde nos sobrepõemos". Por esse motivo, tanto a CrimethInc. e Gelderloos defendem a diversidade de táticas.
Albert Meltzer criticou o pacifismo extremo como autoritário, acreditando que "O culto da não-violência extrema sempre implica uma elite". No entanto, ele acreditava que um pacifismo menos extremo era compatível com o anarquismo.